# 香港體育
香港體育乃是香港市民生活中重要的一環，基於歷史原因，香港是較早引進西方現代競技的亞洲地區，當中以足球、籃球、游泳、羽毛球、乒乓球、單車和跑步等最為受到市民參與的運動項目。這些年來，香港體育持續發展，於2009年順利舉辦第五屆東亞運動會這項大型國際綜合運動會，並且成績美滿。除此之外，香港經常舉辦或協辦重要的國際運動賽事，例如：2008年夏季奧林匹克運動會馬術項目、香港國際七人欖球賽、渣打香港國際馬拉松比賽、亞洲杯足球賽、東亞足球錦標賽、香港網球精英賽、巴克莱英超亚洲杯及賀歲盃足球賽等等。
香港運動員的成績逾見提升，截至2010年中，有32名參與7個體育項目的香港運動員進佔世界前20名，29名參與6個體育項目的香港運動員位居亞洲前10名。此外，香港殘疾運動員的表現同樣出色，於2009年先後贏得4項世界冠軍和2項亞洲冠軍。
武術運動承存及保留了南北各派傳統功夫。相對於國家的段位制及體育化發展，香港武術界仍沿用傳統模式推廣。

## 發展沿革

### 戰前
香港由於長期被英國統治，體育發展受其影響至深，早期的體育活動主要由西方人士組織的體育會舉辦，參與者僅限於駐港英軍、商人及外籍公務員等，華人絕少機會或渠道參與。香港木球會於1851年成立，其後香港游艇會及域多利遊樂會等相繼成立。香港賽馬會於1884年成立，於1891年開始舉辦賽馬博彩活動。而英國人亦將在其祖國流行的足球運動帶到香港，於1886年建立香港足球會，同時舉辦特別銀牌賽事，分別為全亞洲歷史最悠久的職業足球聯賽及錦標賽。
20世紀初，香港的華人學生在學校開始接觸體育運動。1902年，香港基督教青年會成立，致力向華人社區推廣體育活動，1918年其屬下的中央會所啟用，設有室內泳池和跑道，是香港首個市民會堂及體育場館。1908年，在校華人學生莫慶等40多人發起組織華人足球隊，參與洋人舉辦的足球競賽，其後逐漸演變成為香港歷史最悠久的華人體育組織——南華體育會。
香港中華業餘體育協會於1916年成立，負責推動發展本地華人體育活動，同時選拔運動好手代表中國參加國際賽事。直到1941年，日本佔領香港，體育發展處於停頓的階段。

### 戰後初期
隨著第二次世界大戰結束，香港的經濟及體育活動步入穩定但緩慢的發展期，香港政府在體育活動投放的資源並不多。1950年11月24日成立「香港業餘體育協會」，協調本地體育事務，並負責選拔運動員參加地區和國際性運動賽事。翌年協會獲得國際奧委會承認，更名為香港業餘體育協會暨奧林匹克委員會，同年亦獲亚洲奥林匹克理事会承認，並於1952年首次以香港名義參加赫爾辛基第十五屆奧運會。

### 高速發展期
1976年起，香港每年舉行香港國際七人欖球賽，其後更成為IRB世界七人欖球巡迴賽中其中一站。此外，香港經常舉辦重要的國際運動賽事，包括：渣打香港國際馬拉松比賽、東亞足球錦標賽、亞洲盃足球賽、賀歲盃足球賽等等。
1973年時任香港總督麥理浩在施政報告建議成立康樂體育局作為咨詢性體育機構，為資助各單項體育總會作出建議，並與港協合作發展香港體育事務。翌年成立康樂體育事務處，統籌體育活動。1982年由香港政府及香港賽馬會贊助，英女皇銀禧紀念基金會出資在沙田城門河畔興建銀禧體育中心，中心具備完善的體育設施及資深的體育管理團隊。1986年康體處所負責的基層體育發展工作撥歸市政局和新成立的區域市政局管理。1989年10月1日設立臨時康體發展局，並於翌年4月1日成為正式公營機構，名為香港康體發展局。1991年銀禧體育中心升格為香港體育學院，並於1994年4月1日併入康體發展局。

### 主權移交以後
1997年7月1日，香港主權移交，從而結束了香港長達150多年的英國殖民地身份，成為中國的一個特別行政區。根據《香港基本法》對體育發展作出規定，在主權移交後：
1. 香港特別行政區政府可以自行制訂體育政策。
2. 香港民間體育團體可依法繼續存在及發展，保障原來對體育民間團體機構的贊助政策。
3. 原在香港各體育機構任職的人員均可根據原有制度繼續受聘。
4. 香港體育民間團體同大陸相應的團體和組織的關係為互不隸屬、互不干涉和互相尊重。
5. 香港體育民間團體可同世界各國、各地區及國際的有關團體和組織保持和發展關係。該團體和組織可根據需要冠用「中國香港」的名義參與有關活動。香港特別行政區可在體育領域以「中國香港」的名義單獨地同世界各國、各地區及有關國際組織保持和發展關係，簽訂和履行有關協議等。

香港回歸後，政府曾多次改動主管體育的部門及機構的架構。1999年12月31日，政府推行市政服務改革，解散原市政局及區域市政局，其基層體育發展工作及原來由兩個市政總署管理的體育設施改由新設立的康樂及文化事務署管理，該署是一個直屬於民政事務局的政府部門。而香港康體發展局則於2004年解散，由香港體育學院有限公司取代其培訓及發展香港精英運動員的工作。
2010年廣州亞運中，香港奪得8金、15銀、17銅共40面獎牌。
香港主權移交前參加五屆英聯邦運動會，其後參加中華人民共和國全國運動會。香港主辦過2008年夏季奧林匹克運動會馬術項目和2009年東亞運動會。

## 體育活動
以下是香港市民較常參與的體育活動。 

| - 踩單車 - 乒乓球 - 羽毛球 - 板球 | - 網球 - 保齡球 - 游泳 - 劍擊 | - 足球 - 籃球 - 攀岩 - 滑浪風帆 - 獨木舟 | - 射擊 - 欖球 - 跑步 - 排球 | - 空手道 - 溜冰 - 壁球 - 柔道 - 體操 |

## 體育設施
為了貫徹「普及體育」的宗旨，香港在全港各地均有開辟體育場地及設施供市民使用，包括運動場、體育館、游泳池，仍至各個郊野公園。根據康文署2008/09年報透露，全港共有41個刊憲泳灘、37個泳池、兩個戶外大球場（香港大球場和旺角大球場）、46個天然草地球場、25個人造草地球場、233個硬地足球場、兩個曲棍球場、兩個欖球場、88間體育館、294個壁球場、24個運動場、260個網球場、4個高爾夫球練習場、5個水上活動中心、4個度假營、24個大型公園和680個兒童遊樂場。
香港政府為推廣普及體育，舉辦「全民運動日」在18區的指定體育館舉辦多元化的免費康樂體育活動供市民參與，並開放轄下多種收費的康體設施，供市民免費享用。
近年，香港政府為求體育的長遠發展，不斷增撥更多資源以支持運動的發展，用以持續提升香港運動員的水平、建立社區體育文化及提升香港作為國際體壇盛事中心的地位。過去5年，政府於香港不同的地區投放了逾35億港元作建造及改善體育場館及設施。
政府於未來數年將會不斷興建及改善體育設施，啟德體育園便是其中核心發展項目，其他包括將軍澳室內單車場及體育館、重新興建的觀塘游泳池及維多利亞公園游泳池等。

## 國際體育賽事
香港運動風氣盛行，不論職業、業餘，健全與傷殘人士的參與性亦很高。

### 奧林匹克運動會
香港自1952年芬蘭赫爾辛基奧運起一直參與奧運。第一面獎牌是1996年亞特蘭大奧運，由滑浪風帆代表李麗珊為香港奪得首面奧運金牌。2000年悉尼奧運是香港首次以「中國香港」名義參加奧運。在2004年雅典奧運，香港乒乓球代表李靜和高禮澤奪得乒乓球男子雙打銀牌。
2008年北京奧運，馬術比賽項目於香港主辦。2012年，香港單車女子代表李慧詩在倫敦奧運凱琳賽比賽項目中為香港贏得一面銅牌，是香港歷史上第3面奧運獎牌。受新冠肺炎影響而延至2021年舉行的東京奧運，香港單屆奪得1金2銀3銅。
2024巴黎奧運香港隊奪得兩金兩銅。張家朗達成創舉，連續兩屆奪金。江旻憓亦成功衝金，在女子重劍決賽中奪得金牌。何詩蓓則在200米及100米自由泳獲取佳績，為香港摘得兩銅。

### 殘疾人奧林匹克運動會
在2004年雅典殘疾人奧林匹克運動會中，香港在144個參加國家中居獎牌榜第17位。多年來多位傷殘運動員在殘疾人奧林匹克運動會中為香港奪得佳績。

### 亞洲運動會
香港自1954年起一直參加亞洲運動會，在1986年漢城亞運會，車菊紅在保齡球項目為香港奪得第一表亞運金牌。期後，亦有多位運動員於亞運會中先後取為香港取得獎牌。於2006年多哈亞運會，王晨和葉姵延在女子羽毛球單打項目包攬兩個決賽席位，是香港首次在大型運動會包辦金、銀兩牌。
香港曾於2000年申辦2006年第十五屆亞洲運動會，惟最後不敵卡塔爾多哈。在2010年下半年度當局就香港申辦2023年亞洲運動會諮詢公眾，但香港社會各界對此爭論不休，結果在未有廣泛民意支持申亞的情況下，撥款申亞的動議最後在立法會財務委員會審議中以40對14票的大比數遭到否決，申亞計劃最終放棄。

### 東亞運動會
香港由1993年起派代表隊參加歷屆的東亞運動會。2009年東亞運動會由香港主辦，是香港首次舉辦大型綜合運動會。9個東亞國家及地區共派出2,377名運動員，於22個項目競逐262面金牌，為歷屆之冠。香港代表團史無前例地贏得26面金牌、31面銀牌和53面銅牌，總獎牌數目達110面，於獎牌榜上榮登第4名。於足球項目，代表隊連勝韓國、朝鮮和日本3大亞洲球隊，被視為是屆運動會最傳奇一幕。於單車公路賽，代表隊包攬三甲；於壁球項目，代表隊以7金完成大滿貫，於當中的五項決賽更囊括決賽所有席位。根據中央政策組所做的一項民意調查，百分之81的受訪市民為香港運動員在東亞運動會中的表現感到自豪，百分之74的市民認為香港主辦東亞運動會是正確的決定。

### 香港國際七人欖球賽
第一屆香港七人欖球邀請賽在1976年舉行，其後成為IRB世界七人制橄欖球巡迴賽中的其中一站，每年吸引不少欖球迷來港觀戰。

### 香港在大型国际综合运动会的成绩
- 夏季奥运会：2金3银4铜 9枚奖牌（亚洲第14，世界第88）
- 亚运会：24金49银67铜 140枚奖牌（亚洲第17）
- 世界运动会：2银 2枚奖牌（亚洲第16，世界第66）
- 夏季大运会：2金4铜 6枚奖牌（亚洲第13，世界第63）
- 亚洲室内运动会：33金27银33铜 93枚奖牌（亚洲第5）
- 夏季青年奥运会：1银 1枚奖牌（亚洲第18，世界第74）
- 世界武搏运动会：1金2银 3枚奖牌（亚洲第8，世界第26）
- 亚洲沙滩运动会：3金4银5铜 12枚奖牌（亚洲第11）
- 亚洲武艺运动会：2银3铜 5枚奖牌（亚洲第24）
- 亚洲青年运动会：5金8银5铜 18枚奖牌（亚洲第5）

## 國家級體育賽事

### 英聯邦運動會
香港回歸前一直有參加英聯邦運動會，出席的年份包括在1934年、1954年至1962年及1970年至1994年。香港共贏得5面金牌。

### 中華人民共和國全國運動會
於1997年香港回歸後，一直有參加中華人民共和國全國運動會，並取得獎牌。於2009年第十一屆全國運動會，香港代表團隊獲得歷來最佳成績。代表香港出戰男子個人公路賽的黃金寶於賽事中以5小時35分09率先到達終點，為香港取得該屆全運會的首面金牌
。香港馬術代表林立信以「零罰分」的成績力壓廣東代表，贏得香港於是屆全運會第2面金牌，並刷新了香港於歷屆全運會的最佳成績。
2025年全運會將由粵港澳首次合辦，而香港有幸承辦當中8個競賽項目。香港特別行政區將承辦其中籃球（男子22歲以下組）、場地自行車、擊劍、高爾夫球、手球（男子）、七人制橄欖球、鐵人三項及沙灘排球；以及一個群眾賽事活動：保齡球。

## 精英運動項目及精英運動員
香港體育學院設立精英體育項目用以提高香港隊在國際賽事中奪取獎牌的機會。精英體育項目以4年為一資助周期。從2009年7月開始，「精英體育項目」包括下列14項：田徑、羽毛球、桌球、單車、劍擊、空手道、賽艇、壁球、游泳、乒乓球、保齡球、三項鐵人、滑浪風帆和武術，其中羽毛球、乒乓球、滑浪風帆及單車4個項目定為「重點精英項目」。
民政事務局負責制定及統籌香港的康體發展政策和相關法例，並統籌康體設施的規劃工作，轄下體育委員會於2005年1月1日成立，下設3個事務委員會，其中「精英體育事務委員會」就有關精英體育的事宜、為香港體育學院提供政策發展路向，以及資助精英體育及運動員的撥款先後次序，經體委會向民政事務局局長提出意見。
發展精英體育是香港特區政府三大體育發展策略方向之一，特區政府每年向香港體育學院撥款以培訓精英運動員，當中包括向合資格的運動員提供直接財政資助，使運動員可以專心訓練，於比賽中爭取最佳成績，同時在教育、就業等多方面對運動員作出支援，為退役後的生活作好準備。截至2009年12月底，獲「香港體院」培訓及支援的運動員共有863人，分別來自14個「精英體育項目」及10個非精英體育項目，當中約有100人在「香港體院」寄宿。

## 各運動項目代表隊簡述

### 足球
足球為香港最受歡迎的運動之一。由香港足球總會負責管理的最高級職業足球賽事為香港超級足球聯賽，繼承自成立於1908年的香港甲組足球聯賽，至今歷史逾1世紀，為全亞洲首個成立和歷史最悠久的職業足球聯賽。另一項香港足球比賽──香港高級組銀牌亦為全亞洲歷史最悠久的足球錦標賽，創辦於1896年。香港足球會為全亞洲首家現代足球會，成立於1886年，香港流浪足球會則為全亞洲首家職業足球會，成立於1958年。
香港足球總會成立於1914年，並在1954年加入了國際足協和亞洲足協，為亞洲足協創會成員之一。於1956年主辦了第一屆亞洲盃足球賽，同屆比賽中香港獲得季軍。
早期香港被譽為亞洲足球王國，香港曾經4次全國運動會冠軍，以及代表中華民國奪得5次遠東運動會冠軍，及參加1936年柏林奧運足球賽。第二次世界大戰之後，香港繼續稱霸亞洲，最輝煌的戰績是在1954年和1958年，由香港足球運動員所組成的中華民國代表隊參加亞洲運動會連奪兩屆足球金牌，其參加過1960年、1964年及1968年3屆奧運足球賽。香港足球總會於1954年加入國際足協，並開始組織香港足球代表隊參加國際賽事，自此以後，在國際賽場合常有兩支分別由香港球員組成的中華民國及香港足球代表隊。多年來，香港一直培育出多位炙燴人口、家傳戶曉的球星，包括被世界公認的「四大球王」之一李惠堂、首位濟身於歐洲頂級聯賽的亞洲足球運動員──張子岱、「香港之寶」姚卓然、「大頭仔」胡國雄、「和仔」李健和、「香港第一中鋒」歐偉倫和比較近期的范俊業、葉鴻輝、陳肇麒、林嘉緯等。
於2009年東亞運動會，香港足球總會派出香港奧運足球代表隊出戰，代表隊先後擊敗由韓國、由將出戰2010年世界盃決賽週的球員所組成的朝鮮，最後於決賽擊敗日本奧運隊，為香港首次於國際性的綜合運動會贏得金牌。

### 壁球代表隊
2010年，香港壁球代表隊於印度舉行的亞洲錦標賽團體賽中，相隔10年，再次榮獲冠軍。同時，趙詠賢和陳浩鈴分別於女子單打決賽中獲得銀牌和銅牌。

### 跳繩運動和代表隊
2006年，香港跳繩代表隊到加拿大參加第六屆世界跳繩錦標賽，成為世界總冠軍。2007年，印度新德里，香港跳繩代表隊總共派出39人出戰，於個人比賽中總共奪得10金、9銀、5銅，而團體比賽奪得29金、8銀、2銅，總共的成績為39金、17銀、7銅，成為全亞洲冠軍。2008年7月22日至30日，香港跳繩代表隊到南非參加世界跳繩錦標賽，勇奪7金、6銀、4銅，擊敗全球18個國家的代表，成為世界總冠軍，創下港隊紀錄。

## 傑出運動員
（依輩份（和男女分列）和年代排行）

### 田徑
- 溫健儀，於東亞運為香港奪得兩次和女子4乘100米接力賽銅牌。
- 梁婉芬，於東亞運為香港奪得女子5000米銅牌。
- 葉曉嵐，於東亞運為香港奪得女子跳高銅牌。
- 梁巧詩，於東亞運為香港奪得女子4乘100米接力賽銅牌。
- 陳皓怡，於東亞運為香港奪得女子4乘100米接力賽銅牌。
- 許文玲，於東亞運為香港奪得女子4乘100米接力賽銅牌。
- 蘇樺偉，綽號「神奇小子」，自1996年參與殘奧會曾連續三屆奪金凱旋歸回，目前是男子100米及200米傷健人士世界紀錄保持者。
- 黎振浩

### 三項鐵人
- 李致和，於亞運會為香港奪得金牌，香港國際三項鐵人錦標賽男子精英組公開賽連續六年冠軍，中國國際三項鐵人錦標賽男子精英組公開賽連續四年冠軍和法國國際短途三項鐵人男子精英組公開賽軍牌。
- 麥素寧,
- 伍泰龍，於2022年哈薩克斯坦舉行的亞洲三項鐵人錦標賽中，作為香港隊的一員獲得了混合接力賽的銀牌。 （页面存档备份，存于）2023年亞洲U23及青少年三項鐵人錦標賽中，與隊友一起奪得男女子混合接力賽的金牌，並在U23男子組個人賽中獲得銅牌。 （页面存档备份，存于）2024年，亞洲三項鐵人錦標賽中獲得第6名。

### 健美
- 陳潤韜，於亞洲健美賽為香港連續三次奪得冠軍。於亞運會為香港奪得金牌。

### 舉重
- 偉麗，於亞運會為香港奪得銅牌，並於東亞運為香港奪得銅牌。

### 馬術
- 林子心，曾經為加拿大國家隊隊員，獲德國馬術總會頒發專業騎手最高榮譽——德國騎術金牌「Gold Karte」。為了能代表香港，林子心毅然放棄加國國籍入籍香港，於十一運會為香港奪得場地障礙團體賽銅牌。
- 林立信，奧華混血兒，獲奧地利全國賽冠軍。為了能代表香港，林立信毅然放棄奧國國籍入籍香港，於十一運會為香港奪得場地障礙賽個人賽金牌，並於場地障礙賽團體賽中獲得銅牌。
- 鄭文傑，於十一運會為香港奪得場地障礙賽個人賽銅牌，並於場地障礙賽團體賽中獲得銅牌。

### 乒乓球
- 高禮澤，曾經為中國國家代表，於國際乒聯巡迴賽為香港奪得男子單打冠軍、7次男子雙打冠軍和7次亞軍，於亞洲錦標賽為香港奪得男子雙打冠軍。於奧運會為香港奪得男子雙打銀牌，於亞運會為香港奪得男子雙打金牌和男子團體銅牌，並於東亞運為香港奪得混合雙打金牌。
- 李　靜，曾經為中國國家代表，於亞運會為香港奪得男子單打銅牌、男子雙打金牌和男子團體銅牌，並於奧運會為香港奪得男子雙打銀牌。
- 張　鈺，於2002年亞運會為香港奪得男女混雙金牌，並於東亞運為香港奪得男子單打銅牌。於2010年亞運會為香港奪得混合雙打銀牌。
- 唐　鵬，於東亞運為香港奪得混合雙打銀牌。
- 帖雅娜，曾經為中國國家代表，於世界乒乓球錦標賽為香港奪得女子團體亞軍(2004及06年)，於世界盃為香港奪得女單季軍(2004年)女單亞軍(2008年)，於亞洲錦標賽為香港奪得女子團體亞軍。於2002年亞運會為香港奪得男女混雙金牌，於2006年亞運會為香港奪得女子單打銀牌、女子雙打銀牌。並於2009年東亞運為香港奪得女子團體和混合雙打金牌（與高禮澤合作），女單銅牌。
- 柳絮飛
- 林　菱，於東亞運為香港奪得女子雙打銅牌。
- 張　瑞，於亞運會為香港奪得女子雙打銀牌，並於東亞運為香港奪得女子雙打銅牌。
- 姜華珺，世界排名中最高的香港球手（2008年9月計，第8名），於亞洲盃為香港奪得女子單打冠軍。於東亞運為香港奪得女子團體和混合雙打銀牌。於2010年亞運會為香港奪得混合雙打銀牌。

### 羽毛球
- 王　晨，退役運動員，曾經為中國國家代表，世界排名第3位，於世界錦標賽為香港奪得亞軍，於亞洲錦標賽為香港奪得女子單打冠軍。於亞運會為香港奪得女子單打金牌，並於東亞運為香港奪得女子團體銅牌。
- 周　蜜，曾經為中國國家代表，世界排名第一位，於世界羽聯超級系列賽總決賽為香港奪得冠軍，並於東亞運為香港奪得女子單打銀牌。
- 葉姵延，綽號「黑妹」，世界排名第18位，於亞運會為香港奪得女子單打銀牌，並於東亞運為香港奪得女子單打金牌。
- 鄧俊文，與謝影雪組合，曾為世界排名第二的混雙組合，於2020東京奧運奪下第四名的歷史佳績，亦兩度奪得世錦賽銅牌，及在2018年亞運和2017世界羽聯超級系列賽總決賽奪下銀牌。
- 謝影雪，曾經和潘樂恩搭檔女雙，兩度參加奧運；現與鄧俊文組合，曾為世界排名第二的混雙組合，於2020東京奧運奪下第四名的歷史佳績，亦兩度奪得世錦賽銅牌，及在2018年亞運和2017世界羽聯超級系列賽總決賽奪下銀牌。2024年巴黎奧運，謝影雪和鄧俊文的組合出戰羽毛球混雙止步八強。

### 壁球
- 趙詠賢，綽號「小旋風」，世界排名第13位 (2007年10月)，於亞洲錦標賽為香港奪得兩次女子單打亞軍，於壁球挑戰杯為香港奪得冠軍。於亞運會為香港奪得女子單打金牌和兩次銀牌，並於東亞運為香港奪得女子單打、女子雙打和女子團體金牌。
- 歐詠芝，於東亞運為香港奪得女子團體、混合雙打金牌和女子雙打銀牌。
- 麥珮軒，於東亞運為香港奪得女子團體金牌。
- 陳浩鈴，於亞洲錦標賽為香港奪得女子單打季軍，於東亞運為香港奪得女子團體和女子雙打金牌。
- 吳嘉韻，於東亞運為香港奪得女子雙打銀牌。
- 劉少維，於東亞運為香港奪得男子單打、男子雙打和男子團體金牌。
- 李浩賢，於東亞運為香港奪得男子單打銀牌。
- 歐鎮銘，於東亞運為香港奪得男子團體和混合雙打金牌。

### 保齡
- 車菊紅，退役運動員，於亞運會為香港奪得史上首面金牌。
- 許長國，退役及離世運動員，世界排名曾為第1位，於亞洲職業巡迴賽、世界大師賽和世界保齡球優秀賽為香港奪得冠軍。於亞運會為香港奪得金牌，並於東亞運為香港奪得男子雙打金牌。
- 胡兆康，綽號保齡神童，世界排名第10位，於亞洲錦標賽男子優秀賽為香港奪得冠軍和亞軍，於亞洲保齡球巡迴賽中國站及香港站為香港奪得男子單打冠軍。於東亞運為香港奪得男子優秀賽、男子雙打金牌和男子單人賽和男子五人賽銀牌。
- 張振中，於東亞運為香港奪得男子五人賽銀牌。
- 甘兆麟，於東亞運為香港奪得男子五人賽銀牌。
- 麥卓賢，於東亞運為香港奪得男子五人賽銀牌。
- 曾德軒，於東亞運為香港奪得男子五人賽銀牌。
- 楊偉基，於東亞運為香港奪得男子五人賽銀牌。

### 桌球
- 傅家俊
- 郭志浩，於東亞運為香港奪得男子8號球單打決賽金牌。
- 吳安儀，2015、2017及2018年三度贏得女子世界士碌架錦標賽冠軍。

### 武術
- 李　暉，於世界錦標賽為香港奪得冠軍。於亞運會為香港奪得武術（女子太極拳類兩項全能）銀牌。
- 鄭天慧，於東亞運為香港奪得女子長拳銅牌。
- 關寧慧，於東亞運為香港奪得女子對練金牌。
- 袁家鎣，於東亞運為香港奪得女子對練金牌。
- 賀敬德，於世界錦標賽為香港奪得南棍冠軍、南拳亞軍和南刀季軍。於東亞運為香港奪得男子南拳、南棍全能金牌。
- 鄭仲恒，於東亞運為香港奪得男子套路對練金牌。
- 梁家煒，於東亞運為香港奪得男子套路對練金牌和男子長拳銀牌。
- 黑志宏，於東亞運為香港奪得男子套路對練金牌。

### 空手道
- 劉知名，於第十四屆全國運動會為香港奪得男子個人型銅牌。
- 劉慕裳，於2020東京奧運會為香港奪得女子個人型銅牌。

### 跆拳道
- 潘振浩，於東亞運為香港奪得男子銀牌。

### 柔道
- 余建霆，於東亞運為香港奪得金牌。

### 劍擊
- 何嘉麗，退役運動員，於英聯邦運動會為香港奪得女子重劍銀牌、女子重劍團體銅牌，於亞洲錦標賽為香港奪得女子重劍個人亞軍。於亞運會為香港奪得重劍團體銅牌。
- 余翠怡，自2004年至今參與殘奧會已連續兩屆奪金凱旋歸回，於殘奧會為香港奪得女子個人花劍、個人重劍、團體花劍和重劍金牌。
- 周梓淇，於亞運會為香港奪得女子佩劍個人賽銅牌。
- 歐陽慧心，於亞運會為香港奪得女子團體佩劍銅牌。
- 徐韻怡，於亞運會為香港奪得女子團體佩劍銅牌。
- 鮑明慧，於亞運會為香港奪得女子團體佩劍銅牌。
- 張啟東，於亞運會為香港奪得男子團體花劍銅牌。
- 劉國堅，於亞運會為香港奪得男子團體花劍銅牌。
- 顏冠一，於亞運會為香港奪得男子團體花劍銅牌。
- 黃金球，於亞運會為香港奪得男子團體花劍銅牌。
- 張家朗，於2020年東京奧運男子花劍及2024年巴黎奧運男子花劍為香港奪得男子個人花劍金牌，曾為男子花劍世界排名第一，在世錦賽取得銅牌。
- 江旻憓，於2024年巴黎奧運會奪女子重劍金牌，是港隊史上第三面夏季奧運金牌 （页面存档备份，存于）。兩奪世錦賽銅牌。於2024年8月4日在社交媒體宣布退役。 （页面存档备份，存于）

### 射擊
- 王　輝，曾經為中國國家代表，於東亞運為香港奪得個人項目銀牌。

### 單車
- 洪松蔭，退役運動員，於100公里亞洲錦標賽隊際賽為香港奪得銅牌。
- 黃金寶，綽號「香港之寶」、「亞洲車神」，於世界盃場地錦標賽男子15公里捕捉賽、世界盃場地單車賽美國洛杉磯站和世界盃場地單車賽丹麥哥本哈根站為香港奪得冠軍，於亞洲錦標賽為香港奪得冠軍、亞季和六次季軍。於亞運會為香港奪得三次金牌和銅牌，於東亞運為香港奪得男子團體計時賽銅牌，並於全運會為香港奪得3次金牌和銅牌。
- 郭灝霆，於世界盃場地單車賽澳洲墨爾本為香港奪得冠軍，於世界盃場地單車賽英國曼徹斯特站為香港奪得亞軍。於亞洲錦標賽為香港奪得3次冠軍、2次季軍。於東亞運為香港奪得公路賽和男子團體計時賽銅牌。
- 張敬煒，於亞運會為香港奪得金牌。
- 陳振興，綽號「山地王」，於2010年亞運會為香港奪得男子山地單車賽金牌。
- 胡健燊
- 鄧宏業，於東亞運為香港奪得公路賽金牌和男子團體計時賽銅牌。
- 楊英瀚，於東亞運為香港奪得公路賽銀牌和男子團體計時賽銅牌。
- 李慧詩，於2010年亞運會在女子場地單車500米計分賽，以33.945秒奪得金牌，兼打破亞洲紀錄。於2012年倫敦奧運會於女子競輪賽為香港奪得史上第三面獎牌〈亦首面銅牌〉。於2020東京奧運會取得女子場地單車爭先賽銅牌（亦為香港該屆的第六面獎牌）。
- 黃蘊瑤，於2010年亞運會在女子場地記分賽，與其他選手撞車，導致肋骨骨裂及肺膜破損，仍負傷再騎上單車繼續比賽，最後更贏得銀牌。
- 李思穎，2022年亚洲运动会女子麦迪逊赛和女子全能赛银牌得主、女子团体追逐赛铜牌得主。於巴黎奧運女子單車公路賽中，以第 64 名完成了全長 158 公里的賽事，成為香港史上首位完成奧運公路賽的女車手。

### 小輪車
- 韓理強，香港生長英華混血兒，於全運會為香港奪得BMX越野賽銅牌。
- 王史提芬，華比混血兒，曾經被比利時國家隊招手。為了能夠代表香港，王史提芬放棄比利時國籍入籍中國香港。於亞洲錦標賽連續4次冠軍。於東亞運為香港奪得男子小輪車金牌，並於全運會為香港奪得金牌。於2010年亞運會為香港奪得男子BMX單車賽金牌。

### 花式單車
- 余心怡，正職為香港警務人員，於世界錦標賽為香港奪得銅牌，於亞洲錦標賽為香港奪得連續7次男子單人花式單車冠軍和男子雙人花式單車亞軍。於東亞運為香港奪得男子雙人花式單車金牌和男子單人花式單車銀牌。
- 盧廷軒，於亞洲錦標賽為香港奪得男子雙人花式單車金牌。於東亞運為香港奪得男子雙人花式單車金牌。
- 葉衍邦，於東亞運為香港奪得男子雙人花式單車銀牌。
- 余博文，於東亞運為香港奪得男子雙人花式單車銀牌。
- 曾如心，於東亞運為香港奪得女子單人花式單車銀牌。
- 盧慧敏，於東亞運為香港奪得女子單人花式單車銅牌。

### 單車球
- 何永泰，於東亞運為香港奪得銀牌。
- 勞文輝，於東亞運為香港奪得銀牌。

### 游泳
- 蔡曉慧，於亞運會為香港奪得4乘100米自由泳接力銅牌，並於東亞運為香港奪得4乘100米混合泳銅牌。
- 孫嘉兒，於亞洲室內運動會為香港奪得女子50米蛙泳金牌和女子100米蛙泳銀牌。於東亞運為香港奪得50米蛙泳銅牌。
- 施幸余，綽號香港女飛魚，於亞運會為香港奪得四乘一百米自由泳接力銅牌，並於東亞運為香港奪得4乘200米女子接力賽銀牌和4乘100米女子混合泳銅牌。
- 陳宇寧，於亞洲室內運動會為香港奪得4乘25米自由泳接力、4乘25米混合泳接力、4乘50米自由泳接力、4乘50米混合泳接力冠軍，4乘100米自由泳和4乘100米混合泳亞軍。
- 李　亮，於亞運會為香港奪得4乘100米自由泳接力銅牌。
- 韋漢娜，香港生長英裔香港人，於亞運會為香港奪得4乘100米自由泳接力銅牌，並於東亞運為香港奪得4乘200米女子接力賽、4乘100米女子混合泳、女子100米蝶泳和女子50米自由泳銅牌。
- 江忞懿，於東亞運為香港奪得4乘200米女子接力賽銀牌和4乘100米女子混合泳銅牌。
- 歐鎧淳，於東亞運為香港奪得4乘200米女子接力賽銀牌和女子200米自由泳銅牌。
- 鄧穎欣，於東亞運為香港奪得女子1500米自由式銀牌。
- 藍家汶，於東亞運為香港奪得女子1500米自由式銅牌。
- 何詩蓓，於2020東京奧運會為香港奪得女子200米以及100米自由泳銀牌，亦是香港首位於奧運游泳項目取得獎牌的運動員。於2024年巴黎奧運女子100米及200米自由泳奪得銅牌，香港史上個人奪得四面奧運獎牌運動員。
- 林政達，於東亞運為香港奪得4乘100米男子自由式接力賽銅牌。
- 吳鎮男，於東亞運為香港奪得4乘100米男子自由式接力賽銅牌。
- 張健達，於東亞運為香港奪得4乘100米男子自由式接力賽銅牌。
- 黃鍇威，於東亞運為香港奪得4乘100米男子自由式接力賽銅牌。
- 方力申，退役香港游泳代表隊隊員，曾擁11項香港游泳紀錄。
- 張心悅，以17歲之齡出戰巴黎奧運，是港隊史上最年輕達奧運A標的泳手。 （页面存档备份，存于）

### 跳水
- 潘偉程，於東亞運為香港奪得男子雙人3米板銅牌。
- 傅傳理，於東亞運為香港奪得男子雙人3米板銅牌。

### 滑浪風帆
- 李麗珊，已退役運動員，綽號風之后。於世界錦標賽為香港奪得3次冠軍、亞軍和季軍。於1996年阿特蘭大奧運會為香港奪得史上首面金牌，亞運會為香港奪得兩次金牌和兩次銀牌，並於全運會為香港奪得銀牌。
- 陳慧琪，於青島國際帆船賽為香港奪得亞軍，於亞洲錦標賽為香港奪得冠軍和亞軍，於亞運會為香港奪得銀牌，並於東亞運為香港奪得金牌。
- 陳晞文，於東亞運為香港奪得銀牌。
- 鄭國輝，於東亞運為香港奪得金牌。
- 陳敬然，綽號風之子，於世界錦標賽為香港奪得亞軍，於亞洲錦標賽為香港奪得冠軍，於亞運會為香港奪得金牌，並於東亞運為香港奪得銅牌。
- 何智豪，於亞運會為香港奪得銀牌。
- 梁灝雋，於東亞運為香港奪得金牌。
- 鄧庚濤，於東亞運為香港奪得銅牌。
- 何允輝，於2018雅加達亞運為香港奪得銀牌。
- 馬君正，於2018雅加達亞運為香港奪得銀牌。

### 划艇
- 羅曉鋒，於東亞運為香港奪得男子單人艇銅牌。
- 蘇秀華，於東亞運為香港奪得男子雙人雙槳金牌。
- 鄒廣榮，於東亞運為香港奪得男子雙人雙槳金牌。
- 盧廷威，於東亞運為香港奪得男子雙人雙槳銅牌。
- 梁俊碩，於東亞運為香港奪得男子雙人雙槳銅牌。
- 李嘉文，於亞洲錦標賽為香港奪得銀牌。於亞運會為香港奪得女子輕量級單人雙槳銀牌，並於東亞運為香港奪得女子輕量級單人雙槳銀牌。
- 劉靜雯，於東亞運為香港奪得女子輕量級四人雙槳銀牌。
- 李婉賢，於東亞運為香港奪得女子輕量級四人雙槳銀牌。
- 湯少文，於東亞運為香港奪得女子輕量級四人雙槳銀牌和女子雙人雙槳銅牌。
- 黃　政，於東亞運為香港奪得女子雙人雙槳銅牌。

（上述資料只節錄了運動員的部分成績，並不代表運動員的所有成績和比賽。）

## 相關參見
運動單位：
- 中國香港體育協會暨奧林匹克委員會
- 香港體育學院
- 香港足球總會
- 香港足球代表隊
- 香港甲組足球聯賽
- 香港高級組銀牌
- 香港跳繩總會

體育部門：
- 康樂及文化事務署

曾舉辦和年度舉辦的運動會：
- 2008年奧林匹克運動會
- 2009年東亞運動會
- 亞洲杯足球賽
- 東亞足球錦標賽
- 賀歲盃足球賽
- 渣打香港國際馬拉松比賽
- 2008年香港國際田徑邀請賽
- 香港網球精英賽
- 香港羽毛球公開賽
- 香港國際七人欖球賽
- 香港國際六人木球賽
- 香港高爾夫球公開賽
- 全港運動會